# 缅甸文化
缅甸文化受佛教与孟族影响很大，也深受印度影响。
近代，英國殖民統治也影響了緬甸文化的各個方面，包括語言和教育。

## 语言
緬甸語文属漢藏語系下的藏缅语族；居民以农耕为生；古文化在宗教、文学和政治制度等方面，深受印度文化影响。以蒲甘王朝为代表，建于十一世纪初，以蒲甘为首都。设行政组织，订立法律，雕刻及绘画艺术相当发达；并且以自创的缅甸文取代巴利文和梵文，并成为经书的正式文字。佛塔建筑以“纠苏吉刚佛塔”为其代表。

## 宗教

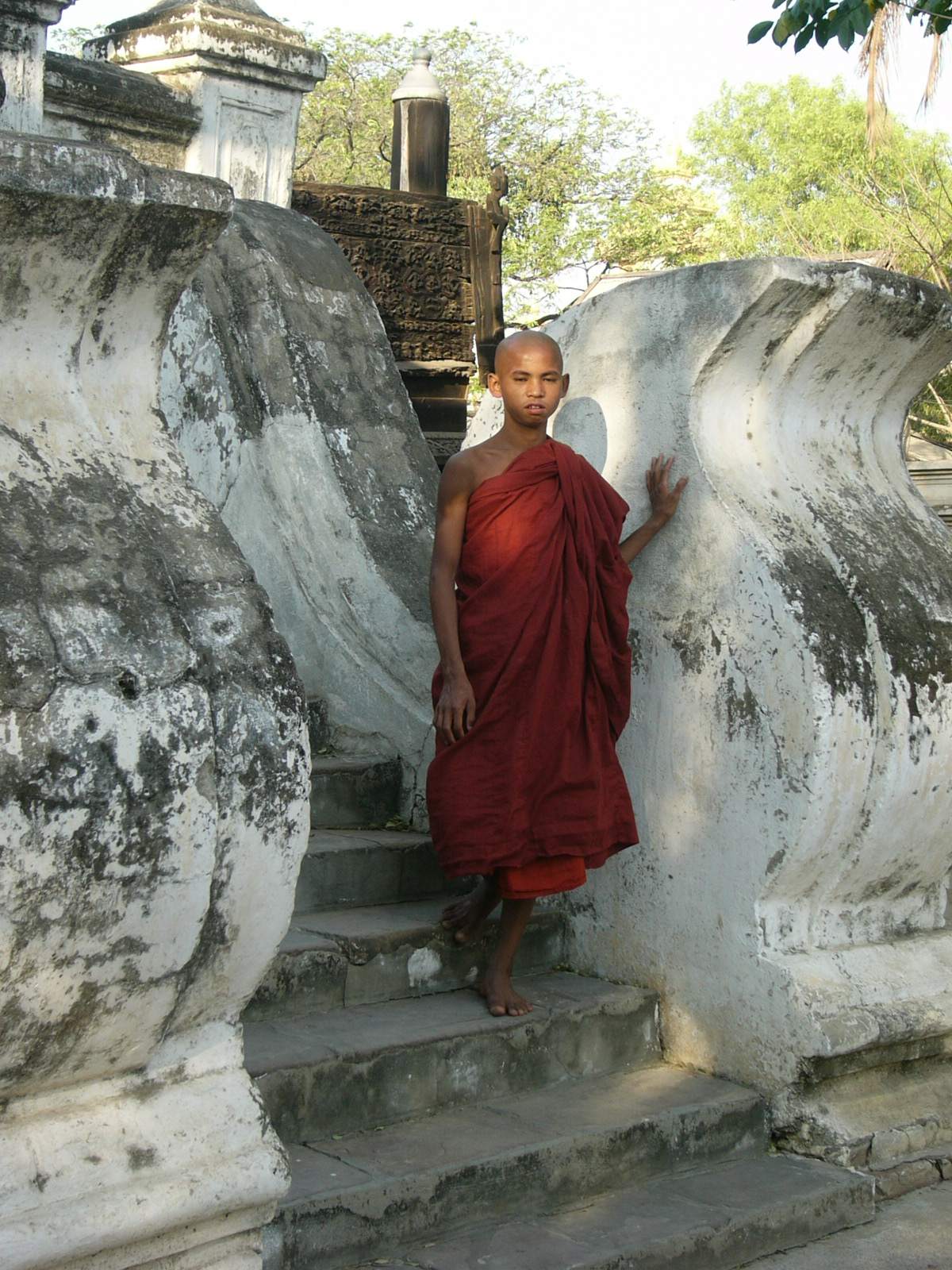
僧伽在整个缅甸是非常受到尊敬的

上座部佛教在西元前三世纪传入缅甸，在西元十一世纪时成为缅甸居民普遍的信仰，并且延续至今。當時阿努律陀聽取孟族僧人善阿羅漢的建議，排除阿利僧派，定上座部佛教為國教。
缅甸也有伊斯兰教，最初是七世纪时来到伊洛瓦底江与德林达依的阿拉伯与波斯商人，是克敏人的祖先。他们曾有不同职业，但多是皇家谋士与行政人员。主要為潘泰人，是清代因经商或者雲南战争的原因迁移到缅甸境内的云南回族穆斯林。緬甸西部罗兴亚人大部分是在缅甸英治时期进入缅甸的孟加拉人。
印裔缅甸人多数信仰印度教（少数為穆斯林），缅甸也有極少數猶太教徒。

## 节假日
| 日期      | 名称             |
| --------- | ---------------- |
| 1月4日    | 獨立紀念日       |
| 2月12日   | 聯邦紀念日       |
| 3月2日    | 農民節           |
| 3月10日   | 乾旱季慶典       |
| 3月27日   | 抗日勝利日       |
| 4月       | 潑水節           |
| 5月1日    | 勞動節           |
| 7月19日   | 烈士日           |
| 11月26日  | 點燈節           |
| 12月25日  | 聖誕節           |
| 12月或1月 | 新年（缅曆新年） |

## 飲食
緬甸盛產稻米，人民以大米為主食。早餐常吃魚湯麵、椰子麵、椰子粥、涼拌麵、涼拌米粉及用糯米、椰子、白糖做的各種各樣的糕點小吃。
緬甸人有喝早茶的習慣。人們在茶館裡喝咖啡、奶茶，吃點心。如麵包夾黃油、果醬、乳酪、肉包子、油條及油餅，還喜歡喝魚片湯、鴨肉粥等。
緬甸人在飲食方面較為節儉。常以魚蝦醬、辣椒、煮豆、酸菜葉湯佐飯。緬甸菜餚講究油、辣、香、鮮、酸、鹹。烹調方法多以炸、烤、炒、涼拌為主。炸烤食物易於保存，涼拌不需加熱，又能祛暑。緬甸瀕海多河，魚蝦豐富，易捕撈。在緬甸以魚蝦為原料製作的食品尤多。緬甸人喜歡將竹筍醃成酸筍，和其他蔬菜、肉類混炒，味道鮮美。

- “魚湯麵”是緬甸風味濃厚的一種魚湯米粉，是用魚、豆粉、魚醬、蔥、薑、胡椒、鴨蛋、辣椒、花生油、芭蕉樹心、米粉、味精制成，味道鮮美，營養豐富。緬甸人常用“魚湯麵” 招待親戚朋友。
- “拌鹹茶”是將經過蒸煮、發酵後的濕鹹茶葉，加配炸花生米、炸豆、芝麻、炸蒜片、炸蝦米松等拌合在一起的一種小吃。無論在城市後在鄉村，人們通常用拌鹹茶待客。
- 「額比」（魚蝦醬）、魚醬和蝦醬是緬甸人喜食的佳餚。人們常把魚、蝦製成魚乾、蝦乾、魚醬、蝦醬、酸魚、鹹魚 、魚露等。
- “額比覺”即油炸魚、蝦鬆、蝦醬加炸大蒜片、炸洋蔥、炸辣椒的混合食品、香脆可口。
- “竹筒米飯”是緬甸少數民族的傳統主食，將淘過的大米裝入青竹筒中，然后放在火上燒烤，竹筒烤焦時，即米飯煮熟之時，剖開即可使用。撣族人喜歡用糯米制作竹筒米飯。
- “檳榔”民間家家都備有檳榔盒。盒內裝有鮮蔞醬葉、檳榔子、石灰小盒、切檳榔子的小刀等物。飯後，用蔞醬葉，抹上石灰，再加檳榔子、捲起來後放入口中，一面談話，一面口嚼。客人來訪時，常用檳榔待客。檳榔有驅蟲、固腸、利尿、固齒、助消化的功效。嚼檳榔的習俗起源很早。古籍記載，古代緬王均有此嗜好，所以王宮里有金制的檳榔盒。
- “烤茶”撣族有飲烤茶的習慣。烤茶是用陶罐或砂鍋置于火上，將茶葉烤香，再加鹽用開水沖泡，味道鹹香。

## 緬甸禮俗

### 取名
緬甸人有名無姓，通常在自己的名字前面加一冠詞，以示性別、年齡、身份和地位。青年男子自稱“貌”（Maung，意為弟弟），表示謙虛，對幼輩或少年也稱“貌”，對平輩或兄長則稱“郭”（Ko，意為哥哥），對長輩或有地位的人則稱“吳”（U，意為叔伯）。如某男子叫“昂基”（Aung Gyi），隨著他的年齡和地位的變化，被稱作“貌昂基”（Maung Aung Gyi）、“郭昂基”（Ko Aung Gyi）或“吳昂基”(U Aung Gyi)。
此外，還有在自己名字前冠以“德欽”（Thakin，意為主人）、“波”（Bo，意為軍官）、“耶波”（YeBo，意為同志）、“塞耶”（SaYar，意為教師和醫生）的。
緬甸婦女不論已婚與否，一般在名字前加“瑪”（Ma），表示謙虛；對幼輩或平輩也稱“瑪”（意為姑娘），對長輩或有地位的則稱“杜”（Daw，意為姑、姨、嬸）。如有一位叫“丹敏”（Tan Min）的女子，隨著她的年齡和社會地位的不同，人們可稱她為“瑪丹敏”（Ma Tan Min）或“杜丹敏”（Daw Tan Min），她本人自稱“瑪丹敏”（Ma Tan Min）。
有統計，緬甸人取名所用的字總共不到100個，用這些字互相拼湊，取其聲韻順口悅耳即可。因而緬甸人重名的很多，為表示區別，往往在名字前或名字後加上籍貫或工作單位、職業名稱等。

### 生活禁忌
緬甸人有「右為貴，左為賤」，「右為大，左為小」的觀念。因此，緬甸人有「男右女左」的習俗。此外女人不能枕著男人的胳膊睡，否則男人就會失去「神力」，整日萎靡不振。
緬甸人視頭頂為高貴之處，所以不能用手觸摸他人頭部，即使是十分可愛的孩童也不能撫摸其頭。
與朋友同行，不能勾肩搭背。給長者遞接物品時，不能用左手，左手被視作是不潔凈的。
緬甸人視太陽升起的東方為吉祥的方向，認為東方是釋迦牟尼成佛的方向，所以緬甸人家裡的佛龕都供在室內東牆上。因此睡覺時，頭必須朝東忌諱朝西，否則是對佛的玷辱，會招致不幸。緬甸人還認為西方是死神居住的地方，古代緬甸國王斬殺犯人時，都是出宮殿西門，所以睡覺絕對不能頭朝西睡。緬甸人把東面和南面稱為頭頂部，把西面和北面稱為腳尾部。家中長者的座位在頭頂部，晚輩的座位在腳尾部。
在緬甸，女子穿的筒裙（緬語稱「特敏」（TaMane））被視為不吉祥之物，不允許晾曬在超過人頭的地方。因此男子忌諱在晾著衣服的繩索或桿子下穿行。如男 子穿行，則男子身上的「神力」會丟失，並會倒霉一輩子。故此，到佛塔寺廟朝拜的信女，不得登攀塔座，只能跪在塔下瞻拜許願，如要向佛塔、菩薩身上貼金，需交由男子代辦。

### 婚姻禁忌
緬曆4月15日至7月15日三個月為佛教僧侶安居期間，緬甸人不許舉行婚禮。此外，緬甸人也忌諱在緬日曆9月、10 月、12月內結婚。他們認為，在9月結婚，將會不育，一輩子無兒女。在10月結婚，會破產。在12月結婚，夫妻會兩地分居，不得團聚。出席緬甸人的婚禮， 不能穿藍色、灰色和黑色的衣服，否則會帶來不吉利。

### 數字禁忌
緬甸人忌諱9、13和尾數是零的“補”數（1 2 3 4 5 6 7 8 9）等數字，也忌諱“9”人共同遠行，認為“9”人同行必有災禍，若是9人同行則需帶一塊石頭，以破9的數位。受西方文化的影響，緬甸人認為“13”這一數字不吉利，因此忌諱買有編號13的房子和車子。緬甸商人忌諱補數，因為補數帶有零的數字，零即為輸，故視補數不吉利。在緬甸，若汽車牌照的總計為補數，如10、20、30……等就很難賣出去。